# Elezioni presidenziali in Russia del 2012
Le elezioni presidenziali in Russia del 2012 si tennero il 4 marzo.
Parteciparono cinque candidati ufficiali, di cui quattro erano rappresentanti di partiti e uno era indipendente.
A partire da queste elezioni, il mandato presidenziale fu esteso a sei anni dai quattro precedentemente previsti.
Gli aventi diritto al voto erano più di 109 milioni, e in quasi tutte le 95.000 sezioni elettorali sono state installate webcam per osservare il processo di voto. Dopo le critiche alle elezioni parlamentari in Russia del 2011, 2 webcam hanno seguito le attività in ogni sezione, per una spesa di mezzo miliardo di dollari.

## Risultati
| Vladimir Putin       | Russia Unita                              | 45 602 075  | 63,60 |  |  |  |  |  |
| Gennadij Zjuganov    | Partito Comunista della Federazione Russa | 12 318 353  | 17,18 |  |  |  |  |  |
| Michail Prochorov    | Indipendente                              | 5 722 508   | 7,98  |  |  |  |  |  |
| Vladimir Žirinovskij | Partito Liberal-Democratico di Russia     | 4 458 103   | 6,22  |  |  |  |  |  |
| Sergej Mironov       | Russia Giusta                             | 2 763 935   | 3,85  |  |  |  |  |  |
| Voti non validi      | Voti non validi                           | 836 691     | 1,17  |  |  |  |  |  |
| Totale               | Totale                                    | 71 701 665  | 100   |  |  |  |  |  |
|                      |                                           |             |       |  |  |  |  |  |
| Schede emesse        | Schede emesse                             | 71 780 800  |       |  |  |  |  |  |
| Elettori             | Elettori                                  | 109 860 331 |       |  |  |  |  |  |

## Contesto

### Quadro politico

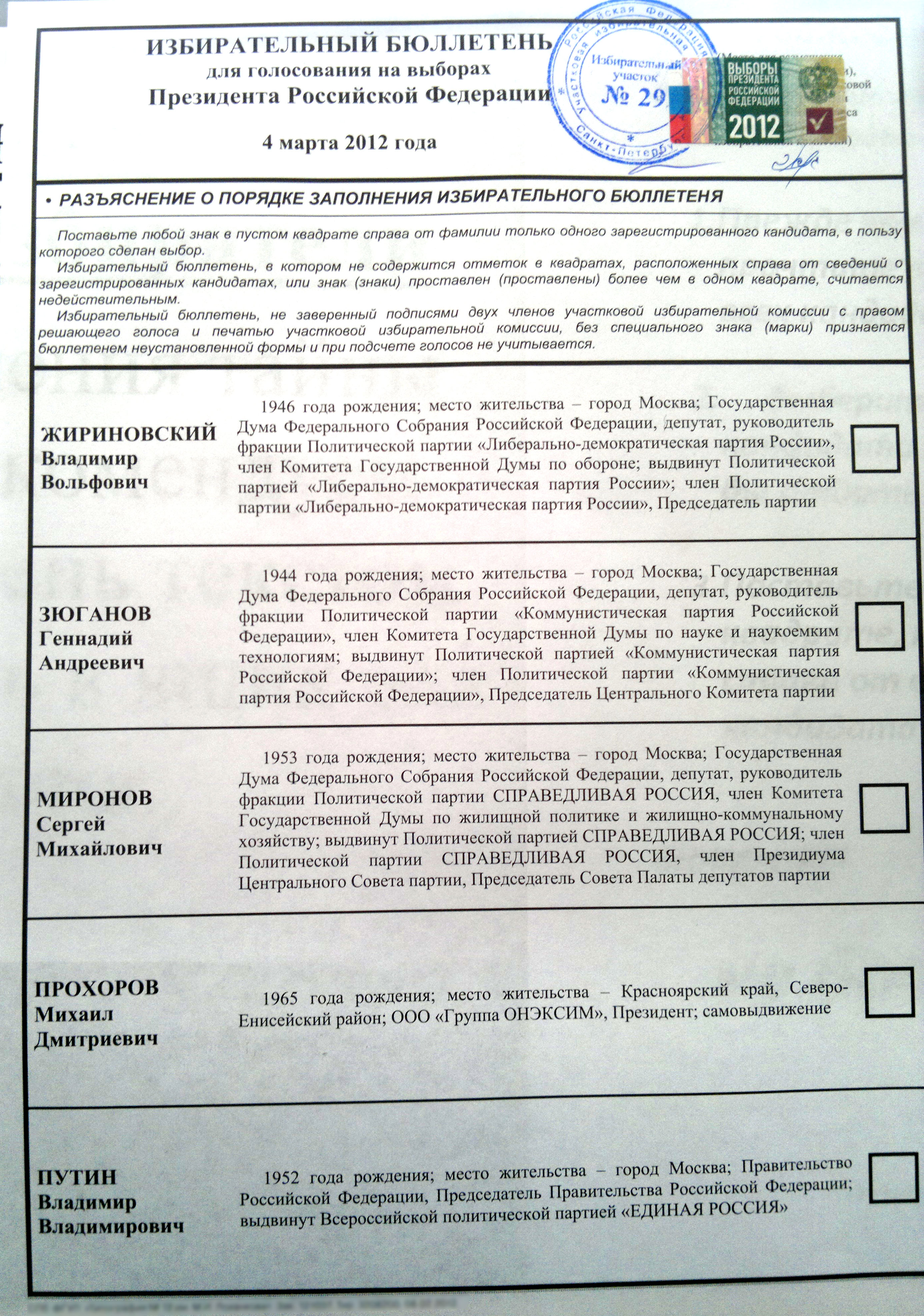
Scheda elettorale

Al congresso del partito Russia Unita del 24 settembre 2011 il Presidente della Russia Dmitrij Medvedev ha proposto per l'elezione il suo predecessore, Vladimir Putin, offerta che Putin ha accettato, offrendo immediatamente a Medvedev di partecipare insieme a lui alle elezioni parlamentari del dicembre 2011, divenendo Primo Ministro della Russia al termine del mandato presidenziale.
Tutti i candidati indipendenti dovevano registrarsi entro il 15 dicembre, e i candidati nominati dai partiti entro il 18 gennaio. La lista finale fu annunciata il 29 gennaio e il 2 marzo il presidente uscente Medvedev si è rivolto alla nazione sui canali televisivi nazionali invitanto i cittadini russi a votare alle elezioni del 4 marzo 2012.
Il Primo Ministro russo Vladimir Putin ha ottenuto il 63,64% dei voti; con questa vittoria si è assicurato un terzo mandato al Cremlino, record nella storia russa.
Gli osservatori dell'Organizzazione per la sicurezza e la cooperazione in Europa hanno affermato che il voto si è svolto in maniera positiva, ma il conteggio dei voti si è svolto negativamente in quasi un terzo dei seggi a causa di irregolarità procedurali. Le prossime elezioni presidenziali si svolgeranno nel 2018.

### Candidati
Segue l'elenco dei candidati che si sono registrati ufficialmente come candidati presidenti alla Commissione Elettorale Centrale.

#### Candidature ammesse
I seguenti candidati sono stati registrati dalla Commissione Elettorale Centrale:
- Vladimir Putin, nominato da Russia Unita e sostenuto da Patrioti di Russia[12]
- Gennadij Zjuganov, nominato dal Partito Comunista della Federazione Russa
- Sergej Mironov, nominato da Russia Giusta
- Vladimir Žirinovskij, nominato dal Partito Liberal-Democratico di Russia
- Michail Prochorov, indipendente[13]

#### Candidature respinte
I seguenti candidati non sono stati ammessi alla corsa elettorale dalla Commissione Elettorale Centrale.
| Nome                | Partito      | Professione                                                                               | Ragione del rifiuto |
| ------------------- | ------------ | ----------------------------------------------------------------------------------------- | --- |
| Grigorij Javlinskij | Jabloko      | Politico, economista                                                                      | Rifiutato a causa dell'alta quantità di firme non valide presentate alla Commissione (25,6%).                               |
| Ėduard Limonov      | Indipendente | Scrittore, leader del partito non ufficiale L'Altra Russia                                | Le firme non erano state certificate da un notaio.                                                                          |
| Leonid Ivašov       | Indipendente | Colonnello Generale in pensione, Presidente dell'Accademia di Affari Geopolitici          | Non aveva informato in tempo utile la Commissione riguardo ad un meeting                                                    |
| Dmitry Mezencev     | Indipendente | Governatore dell'Oblast' di Irkutsk                                                       | Alta quantità di firme non valide presentate                                                                                |
| Nicolai Levašov     | Indipendente | Scrittore                                                                                 | Al momento della tentata iscrizione viveva in Russia da meno di dieci anni                                                  |
| Boris Mironov       | Indipendente | Scrittore, ex leader del Partito russo di Sovranità Nazionale                             | Il candidato era stato in passato in carcere per aver scritto testi estremisti.                                             |
| Svetlana Peunova    | Indipendente | Capo del partito politico non ufficiale Volya                                             | Mancanza di un numero sufficiente di firme per sostenerla (243.245 firme raccolte su 2 milioni di necessarie).              |
| Viktor Čerepkov     | Indipendente | Leader del partito non ufficiale Libertà e Sovranità                                      | Non ha presentato le firme necessarie                                                                                       |
| Rinat Chamiev       | Indipendente | Leader dell'Unione Patriottica Popolare di Orenburg, amministratore delegato di Zorro LLC | Non ha presentato le firme necessarie                                                                                       |
| Dmitry Berdnikov    | Indipendente | Leader del gruppo "Contro la criminalità e l'illegalità"                                  | Ha presentato una proposta sulla creazione di un comitato di iniziativa, ma ha poi abbandonato il processo di registrazione |
| Lidija Bednaja      | Indipendente | Nessuno                                                                                   | Non ha presentato la documentazione necessaria                                                                              |

### Campagna elettorale

#### La campagna di Putin
La campagna elettorale di Vladimir Putin era guidata fin dalla fine di dicembre da Vjačeslav Volodin, l'unico uomo dell'entourage di Putin che aveva esperienza pratica sulle battaglie elettorale durante l'anarchia degli anni novanta, dopo il crollo dell'Unione Sovietica. La campagna di Putin ha puntato anche sull'anti-americanismo, sostenendo che gli USA avevano investigato sulle proteste dell'opposizione per indebolire la Russia, retorica stridente che fece comunque breccia nei sentimenti degli impiegati, dei contadini e dei dipendenti statali. Durante la campagna Putin ha pubblicato una serie di articoli su politica interna ed estera, in cui ha ripetutamente sottolineato le priorità della politica estera russa ed ha enfatizzato la necessità di uno sviluppo bilanciato delle relazioni russe sia con l'Europa che con l'Asia, inclusi gli stati confinanti dell'Asia centrale e meridionale. Putin ha evidenziato l'importanza di una politica estera indipendente come mezzo per ottenere il rispetto per la nazione, ma ha affermato anche che l'indipendenza russa è la chiave per la sicurezza mondiale.
Nel corso della campagna presidenziale del 2012, per presentare il suo programma elettorale, Putin ha pubblicato 7 articoli in diverse edizioni russe. In questi articoli ha presentato il problema che la Russia ha risolto con successo nello decennio precedente e gli obiettivi ancora da raggiungere.
- "La Russia si sta concentrando – le sfide che dobbiamo affrontare" (Россия сосредотачивается – вызовы, на которые мы должны ответить). Pubblicato da Izvestiya 16 gennaio 2012, contiene un sommario delle sfide trattate in dettaglio negli articoli seguenti. Il titolo allude alla famosa frase del ministro degli esteri russo del XX secolo Aleksandr Michajlovič Gorčakov: "Si dice che la Russia sia arrabbiata. La Russia non è arrabbiata. La Russia si sta concentrando."
- "Russia: i problemi etnici" (Россия: национальный вопрос). Pubblicato da Nezavisimaya Gazeta il 23 gennaio 2012, è rivolto ai diversi gruppi etnici russi
- "Sui nostri compiti economici" (О наших экономических задачах). Pubblicato da Vedomosti il 30 gennaio 2012, riguarda l'economia della Russia.
- "Democrazia e qualità di governo" (Демократия и качество государства). Pubblicato da Kommersant il 6 febbraio 2012, riguarda lo sviluppo della democrazia e il miglioramento del funzionamento dello Stato.
- "Costruire la giustizia. Una politica sociale per la Russia" (Строительство справедливости. Социальная политика для России). Pubblicato da Komsomolskaya Pravda il 13 febbraio 2012, riguarda le politiche sociali: pensioni, demografia, sanità, abitazioni, istruzione e cultura.
- "Essere forti: la sicurezza nazionale in Russia" (Быть сильными: гарантии национальной безопасности для России). Pubblicato da Rossiyskaya Gazeta il 20 febbraio 2012, riguarda la difesa e l'industria della difesa russa.
- "La Russia e il mondo che cambia" (Россия и меняющийся мир). Pubblicato da Moskovskiye Novosti il 27 febbraio 2012, riguarda la politica estera della Russia.

Durante la campagna Putin ha tenuto un solo discorso pubblico all'aperto ad un incontro di 100.000 sostenitori allo Stadio Lužniki il 23 febbraio, il Giorno dei difensori della Patria. Nel discorso ha chiesto non solo di non tradire la Madre Russia, ma anche di amarla, di unirsi intorno a lei e di lavorare insieme per il bene, per superare i problemi esistenti. Putin ha anche affermato che le interferenze straniere negli affari russi non dovrebbero essere permesse, e che la Russia ha le proprie volontà e i propri desideri; ha comparato la situazione politica attuale (quando crebbe la paura nella società russa che le proteste popolari potessero portare ad una rivoluzione colorata diretta dall'estero), con la situazione al tempo della Campagna di Russia del 1812, ricordando che il suo 200º anniversario e l'anniversario della Battaglia di Borodino saranno celebrati nel 2012. Putin ha citato il poema di Lermontov Borodino ed ha terminato il discorso con il famoso slogan di Vjačeslav Molotov della Grande guerra patriottica "La vittoria sarà nostra!" ("Победа будет за нами!").

#### La campagna di Zjuganov
Nel settembre 2011, Gennadij Zjuganov divenne ancora il candidato del Partito Comunista alle elezioni presidenziali. Secondo Zjuganov, "una banda di folli che non sanno fare altro nella vita che dollari, profitti e borbottare, hanno umiliato il Paese", ed ha chiesto una nuova alleanza internazionale per "contrastare le politiche aggressive dei circoli imperialisti".

#### La campagna di Žirinovskij
Vladimir Vol'fovič Žirinovskij è un veterano della politica russa, che ha partecipato a cinque elezioni presidenziali in Russia (fin dal 1996). Il suo slogan per il 2012 è stato: "Vota Žirinovskij, o le cose andranno peggio".
Proška, un asino di proprietà di Žirinovskij, è diventato famoso durante la campagna presidenziale quando è stato filmato in un video elettorale. Nell'ultimo episodio dei dibattiti con Prochorov, appena prima delle elezioni, Žirinovskij ha generato uno scandalo chiamando le celebrità russe che sostengono Prochorov (tra cui Alla Pugačëva), "prostitute" ("Pensavo che lei fosse un artista, un politico, ma lei è solo un pagliaccio psicopatico", replicò la Pugačëva. "Sono quello che sono, e questo è il mio fascino", rispose Žirinovskij.

## Sondaggi

### Prima delle elezioni
| Fonte  | Data           | Vladimir Putin | Gennadij Zjuganov | Vladimir Žirinovskij | Michail Prochorov | Sergeij Mironov |
| ------ | -------------- | -------------- | ----------------- | -------------------- | ----------------- | --------------- |
| Levada | 16–20 dic 2011 | 63%            | 13%               | 12%                  | 3%                | 6%              |
| Levada | 20–23 gen 2011 | 63%            | 15%               | 8%                   | 5%                | 5%              |
| FOM    | 21–22 gen 2012 | 52,2%          | 18,0%             | 10,8%                | 6,7%              | 6,6%            |
| FOM    | 28–29 gen 2012 | 54,6%          | 16,9%             | 11,7%                | 6,9%              | 5,9%            |
| FOM    | 4–5 feb 2012   | 58,7%          | 15,0%             | 12,2%                | 7,2%              | 5,1%            |
| FOM    | 11–12 feb 2012 | 60,0%          | 16,7%             | 9,5%                 | 7,4%              | 5,0%            |
| VCIOM  | 11–12 feb 2012 | 58,6%          | 14,8%             | 9,4%                 | 8,7%              | 7,7%            |
| Levada | 17–20 feb 2012 | 66%            | 15%               | 8%                   | 6%                | 5%              |
| FOM    | 18–19 feb 2012 | 58,7%          | 16,2%             | 8,8%                 | 8,6%              | 6,1%            |
| VCIOM  | 25–26 feb 2012 | 59,9%          | 15,1%             | 7,7%                 | 8,7%              | 7,1%            |

### Altri sondaggi
| Candidato            | 24 dicembre 2011 | 24–25 dicembre 2011 | 7 gennaio 2012 | 14 gennaio 2012 | 14–15 gennaio 2012 | 21 gennaio 2012 | 28 gennaio 2012 | 12 gennaio 2012 |
| -------------------- | ---------------- | ------------------- | -------------- | --------------- | ------------------ | --------------- | --------------- | --------------- |
| Vladimir Putin       | 45 %             | 44 %                | 48 %           | 52 %            | 45 %               | 49 %            | 52 %            | 55 %            |
| Michail Prochorov    | 4 %              | 4 %                 | 3 %            | 2 %             | 3 %                | 4 %             | 4 %             | 6 %             |
| Gennadij Zjuganov    | 10 %             | 12 %                | 10 %           | 11 %            | 11 %               | 8 %             | 9 %             |                 |
| Vladimir Žirinovskij | 8 %              | 11 %                | 9 %            | 9 %             | 10 %               | 9 %             | 8 %             | 8 %             |
| Sergej Mironov       | 5 %              | 4 %                 | 5 %            | 4 %             | 3 %                | 6 %             | 4 %             | 5 %             |
| Grigorij Javlinskij  | 2 %              | 2 %                 | 2 %            | 1 %             | 1 %                |                 |                 |                 |
| Dmitrij Mezencev     | —                | —                   | 0 %            | 0 %             | —                  |                 |                 |                 |
| Altri                | —                | 2 %                 | —              | 0 %             | 1 %                |                 |                 |                 |
| Astenuti             | 10 %             | 9 %                 | 9 %            | 10 %            | 10 %               | 9 %             | 11 %            | 9 %             |
| Annullamento scheda  | —                | 1 %                 | —              | —               | 1 %                |                 |                 |                 |
| Non sa               | 12 %             | 12 %                | 10 %           | 9 %             | 13 %               | 9 %             | 10 %            | 8 %             |
| Campione             | 1.600            | 3.000               | 1.600          | 1.600           | 3.000              | 1.600           | 1.600           | 1.600           |
| Fonti                | VTSIOM           | ФОМ                 | VTSIOM         | VTSIOM          | ФОМ                | VTSIOM          | VTSIOM          | VTSIOM          |

Secondo un sondaggio di Levada Center del settembre 2011, il 41% dei russi voleva Vladimir Putin come candidato alle elezioni del 2012, contro il 22% per Medvedev; solo il 10% desiderava un'altra persona, e il 28% non esprimeva opinione.

## Irregolarità
Gli osservatori internazionali dell'Organizzazione per la sicurezza e la cooperazione in Europa (OSCE) hanno concluso che il voto del 4 marzo è stato pressoché positivo, ma il processo si è "deteriorato durante il conteggio, che è stato valutato negativamente in quasi un terzo dei seggi osservati a causa di irregolarità procedurali." Anche se tutti i candidati hanno avuto accesso ai media, a Putin è stata data molta più importanza; gli stringenti requisiti per la candidatura hanno anche limitato la "genuina competizione". Secondo Tonino Picula, coordinatore speciale per la guida della missione dell'OSCE,
 “Ci sono stati problemi seri sin dall'inizio delle elezioni. Il punto delle elezioni è che l'esito dovrebbe essere incerto; questo non è il caso in Russia. Non vi è stata una competizione reale e l'abuso delle risorse del governo ha assicurato che il vincitore finale delle elezioni non sia mai stato messo in dubbio.”
L'OSCE ha chiesto investigazioni sulle violazioni elettorali ed ha invitato i cittadini a supervisionare attivamente le elezioni future per aumentare la fiducia tra cittadino e istituzioni.
Pravda ha reso noto che i centri industriali con ciclo di produzione continuo hanno violato la legge trasportando in autobus i lavoratori ai seggi elettorali. Il Presidente del Comitato Elettorale di Mosca Valentin Gorbunov ha accantonato le polemiche affermando che questa è una pratica normale e non costituisce violazione. Secondo Iosif Diskin, membro della Camera Pubblica, vi sono stati osservatori speciali che hanno controllato che i lavoratori avessero i regolari certificati di voto per l'assenza dal lavoro. Georgij Fijodorov, direttore del NGO "Guardia del Cittadino" ("Гражданский контроль") ha affermato che le dichiarazioni fatte dal geuppo GOLOS sul voto irregolare nel quartiere di Strogino erano false.
Il Partito Comunista della Federazione Russa non ha riconosciuto l'esito delle elezioni.